# Phymateus saxosus
Phymateus saxosus is een rechtvleugelig insect uit de familie Pyrgomorphidae. De wetenschappelijke naam van deze soort is voor het eerst geldig gepubliceerd in 1861 door Coquerel.

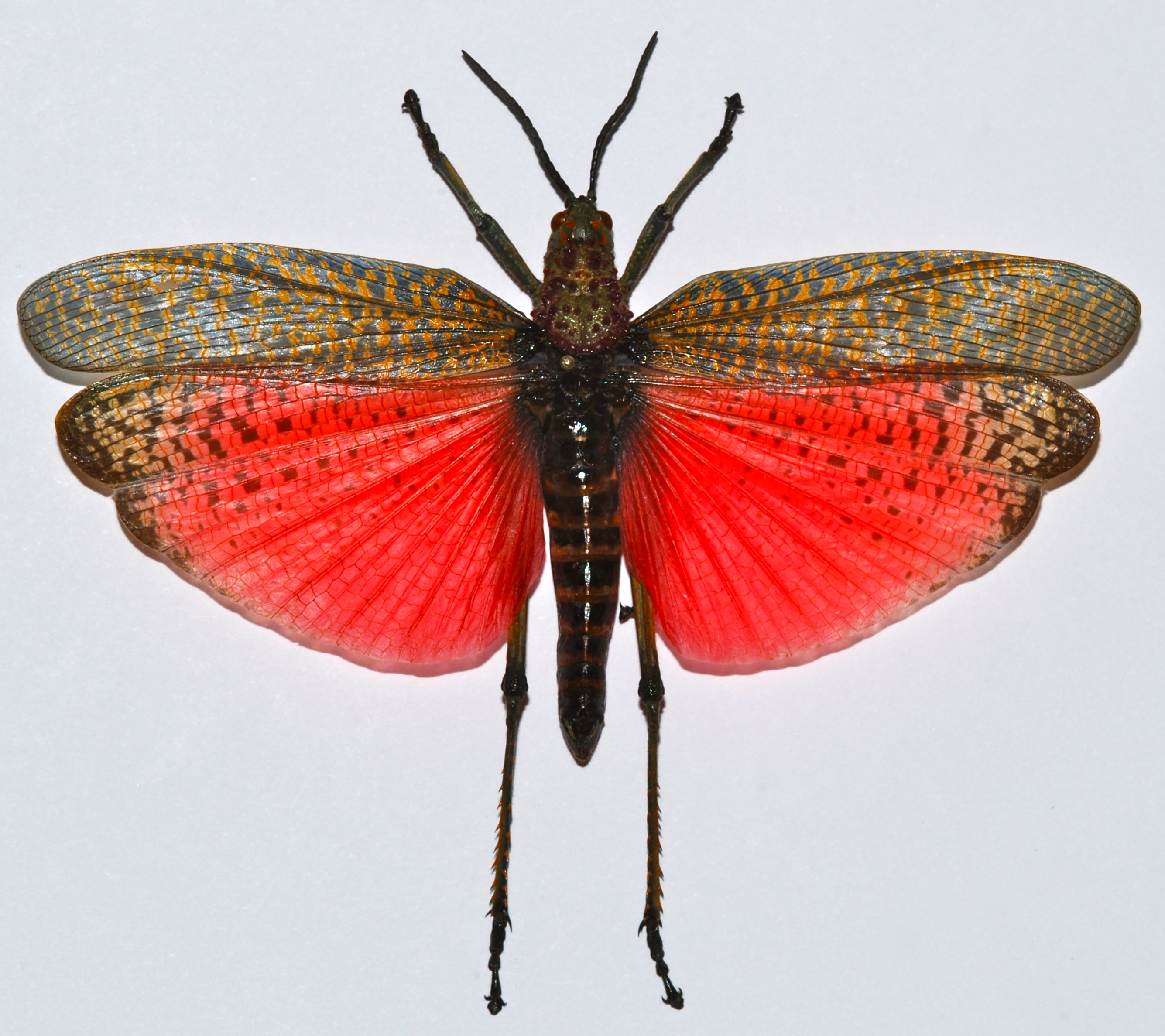